# Yilmaz Güney
Yılmaz Güney (Adana, 1º aprile 1937 – Parigi, 9 settembre 1984) è stato un regista, attore cinematografico e scrittore curdo.

## Biografia
Nasce in un villaggio nei pressi di Adana da una famiglia curda. Studia diritto ed economia presso le università di Ankara e Istanbul. Yilmaz Güney ha lavorato prima come assistente di Atif Yilmaz, poi come attore, diventando uno dei più conosciuti del tempo. Nel 1961 viene condannato a 18 mesi di prigione accusato di scrivere un romanzo comunista. Nel 1965 inizia a dirigere e nel 1968 fonda la sua compagnia di produzione, la Guney Filmcilik.
Arrestato di nuovo nel 1972 dove continua a scrivere copioni poi diretti da amici, nel 1981 fugge dal carcere e si rifugia in Francia. Nel 1979 vince il Pardo d'oro al Festival di Locarno con Il gregge (Sürü) diretto da Zeki Ökten. Nel 1982 ha vinto la Palma d'oro al Festival di Cannes con Yol, diretto da Şerif Gören sulla base delle indicazioni di Güney, rinchiuso in carcere. Il suo ultimo film è La rivolta (Duvar), poiché nel 1984 muore in esilio a Parigi, e fino al 1992 i suoi film sono stati proibiti in Turchia.

## Premi e riconoscimenti
Festival internazionale del cinema di Adalia
- 1967: - Miglior attore per Hudutlarin Kanunu
- 1970: - Miglior attore per Bir çirkin adam